# Хав'єр Бесерра
Хав'єр Бесерра (англ. Xavier Becerra; нар. 26 січня 1958, Сакраменто, Каліфорнія) — американський юрист і політик-демократ, член Палати представників з 1993 до 2017 р. Генеральний прокурор Каліфорнії з 24 січня 2017 р. до 18 березня 2021. Міністр охорони здоров'я з 19 березня 2021 до 13 лютого 2025 року.

## Біографія
Народився в сім'ї робітників-іммігрантів. Навчався у Стенфордському університеті, де отримав ступені бакалавра з економіки і доктора права. Він працював у приватній юридичній фірмі.
1986 р. він став помічником сенатора штату Каліфорнія Артура Торреса. З 1987 до 1990 рр. Бесерра працював заступником Генерального прокурора Каліфорнії. 1990 р. він був обраний членом Асамблеї штату Каліфорнія.
2008 р. президент Барак Обама запропонував йому посаду торгового представника США, але він вирішив відмовитися від пропозиції і залишатися у Конгресі.
Одружений, має трьох доньок.
2020 року обраний президент США Джо Байден оголосив, що номінує Бесерру на посаду міністра охорони здоров'я у своїй адміністрації. Обійняв посаду міністра охорони здоров'я 19 березня 2021.